# ردود الفعل على انقلاب اليمن 2014
ردود الفعل على انقلاب اليمن 2014  هي ردود الفعل المحلية والدولية على سيطرة الحوثيين على صنعاء في 21 سبتمبر 2014 وماتلاه من أحداث.

## ماقبل السيطرة على صنعاء
مجموعة سفراء الدول العشر الراعية للمبادرة الخليجية أرسلت خطابا لعبد الملك الحوثي في 18 أغسطس وصفت تصريحاته بالـ«مهينة» وتمس من هيبة الحكومة المشكلة «شرعيا» داعين الحوثيين إلى احترام القانون وعدم إثارة الإضطرابات والعنف التي سوف يتم إدانتها من المجتمع الدولي. ونص الخطاب:
نحن، سفراء مجموعة الدول العشر والدول التي نمثلها، نرغب في رؤية يمن مستقر وآمن ومزدهر. الشعب اليمني الذي عبر عن رغبته في التغيير السياسي في 2011، طالب بيمن جديد لا يقوم فيه أي فرد أو جماعة بفرض إرادتهم بالقوة على الآخرين؛ ولا يستحق أقل من هذا، ويتوق إلى التقدم الاقتصادي والحصول على الخدمات الأساسية والقضاء على الفساد. نؤمن بأن هذه الرغبات يمكن تحقيقها بشكل أفضل في هذه المرحلة من قبل حكومة ائتلاف ملتزمة بهذه المبادئ والأهداف. قدمت المبادرة الخليجية واليتها التنفيذية خارطة طريق تم الاتفاق عليها لتحقيق عملية الانتقال السياسي تتوج بالانتخابات الوطنية. يلقى الرئيس هادي كامل دعمنا في تشكيل حكومة وفاق تساعد على تحقيق هذا الهدف. نريد من جميع الأحزاب السياسية والجماعات بمن فيهم الحوثيين المشاركة بشكل سلمي في هذا الانتقال وأن تحترم إرادة الشعب. نشعر ببالغ القلق من تصريحاتكم الأخيرة حيث وجدناها مناهضة ومهينة وتنم عن لهجة حادة تجاه عملية الانتقال هذه وتمس أيضا من هيبة الحكومة اليمنية المشكلة شرعيا. إن هذا النوع من التهديدات التي وجهتموها ضد الحكومة ليست الوسيلة لإثبات صحة ادعاأتكم. ولهذا فنحن ندعوكم لاحترام القانون وحفظ النظام ولن يُقبل أي أفعال تهدف إلى التحريض على أو إثارة الاضطرابات والعنف، وسوف يتم إدانتها بشدة من قبل المجتمع الدولي.نعيد التذكير كذلك بدعوة مجلس الأمن الصادرة بتاريخ 11 يوليو التي تطالب الحوثيين بالانسحاب من والتخلي عن المناطق التي تم الاستيلاء عليها عن طريق القوة وتسليم السلاح والذخيرة المسلوبة من المنشآت العسكرية إلى سلطات الدولة.
رد الحوثيون على بيانهم قائلين أن ماوصفوه بـ«حكومة المبادرة» المشغولة بالتقاسم والمحاصصة الحزبية إنحرفت بالبلاد إلى مصالحها الضيقة جاعلة الشعب اليمني آخر اهتمامتها، وإذا كانت جذور الفساد محمية من الوصاة الأجانب، فذلك يعني مزيدا من الشرعية لتأسيس ثورة يمنية تبني دولة قوية متحررة من أي نفوذ أجنبي. ورفضوا المشاركة في العملية السياسية وهي بهذه الوضعية السيئة وتطرقوا لممثليهم المغتالون خلال انعقاد جلسات مؤتمر الحوار الوطني عبد الكريم جدبان وأحمد شرف الدين وفشل الأجهزة الأمنية في إظهار نتائج التحقيقات حتى لأحداث تعرضت فيها مؤسسات الدولة للهجوم. وأستنكر البيان الدعوة التي وجهتها «الدول العشر» للحوثيين بالانسحاب من المناطق التي انتصروا فيها على ميليشيات حزب التجمع اليمني للإصلاح، واصفا المطالب بالازدواجية إذ تدعي بعض الدول محاربتها للقاعدة وتصدر قرارات ضده، ويطالبون اليوم باعادة توطينها في المناطق التي طردهم أبنائها منها. واصفا تلك الجماعات بأنها ليست يمنية ولا تمت للشعب اليمني بصلة، بل عناصر تتحكم بها جهات حكومية سلطوية ممولة من قبل دول ترعى الإرهاب الدولي. وحدد الحوثيون أهدافهم باسقاط الحكومة، إلغاء رفع الدعم عن المشتقات النفطية، وتنفيذ مخرجات مؤتمر الحوار الوطني وختموا بيانهم بسبعة نقاط:
- نطالب الدول العشر أن تقف إلى جانب الشعب وتحترم كرامته وإرادته في العيش بحياة كريمة غير منقوصة وأن تدرك أن الموقف المطالب بالإصلاح والتغيير هو موقف الشعب اليمني.
- إن محاولة الفصل بين الشعب وأنصار الله من خلال توجيه رسالتها إلى شخص السيد عبد الملك بدر الدين الحوثي محاولة لا تخلو من مؤامرة فالسيد عبد الملك ليس إلا مواطنا حمل هم شعبه، وهموم أمته، ودفع بأنصار الله لأن يكونوا جنبا إلى جنب مع الشعب لتحقيق ما يرنو إليه من العزة والكرامة والسيادة الوطنية.
- نتمنى أن يكون موقف تلك الدول غير متجاوز لميثاق الأمم المتحدة فيما يخص حق الشعوب في ممارسة سيادتها السياسية والثقافية والفكرية الكاملة دون انتقاص
- إن شعبنا اليمني يرفض الوصاية الأجنبية أيا كانت، وهو ينشد دولة قوية عادلة لها سيادتها كما تنص على ذلك قوانين الأمم المتحدة نفسها، وأكدتها مخرجات الحوار الوطني.
- أن تنأى الدول العشر بنفسها تماما عن دعم قوى النفوذ والفساد والإجرام الذين يعرفهم الشعب جيدا، وتترك لشعبنا اليمني العزيز اختيار حكومته التي تحقق له كرامته، وتحفظ له سيادة بلده.
- إن شعبنا اليمني العزيز يأمل ان يكون رافدا من روافد تطور البشرية نحو مزيد من التقدم الحضاري والإنساني، وهو بذلك حريص على الأمن والسلم الدوليين كحرصه على تحقيق الأمن والسلم لنفسه داخل حدود وطنه.
- يؤكد شعبنا اليمني العزيز أنه ماض في ثورته المباركة بشكل سلمي حتى تحقيق أهدافه المعلنة والواضحة بإسقاط حكومة الفساد، وإلغاء الجرعة، وتنفيذ مخرجات الحوار الوطني.

### مجلس الأمن
في 29 أغسطس 2014، أصدر مجلس أمن الأمم المتحدة بياناً يدين اقتحام الحوثيين لمدينة عمران في 8 يوليو 2014 مطالبا بالانسحاب وإزالة كافة المخيمات ونقاط التفتيش حول صنعاء، وأعتبر مجلس الأمن عبد الملك الحوثي وأبو علي الحاكم، أحد القادة الميدانيين للحركة الذين قادوا معركة عمران، وأولئك الذين يدعمونهم من دون تسميتهم، معرقلين لعملية الانتقال السياسي. وحدد مجلس الأمن ثلاث مطالب للحوثيين وهي الانسحاب من محافظة عمران وإعادتها لسيطرة الحكومة اليمنية، التوقف عن الاعتدائات المسلحة ضد الحكومة في محافظة الجوف، وإزالة المخيمات ونقاط التفتيش داخل وحول صنعاء. وطالب كل الأطراف المسلحة على العدم القيام بأي عمل يزيد من هشاشة الوضع المتردي أصلاً. كما أشار البيان لتنظيم القاعدة في جزيرة العرب وارتفاع وتيرة اعتدائاته وتعهد بمعاقبة الأفراد والجماعات التي لم تقطع صلتها بالتنظيم والجماعات المرتبطة به. وطالب المجلس السلطات اليمنية بتسريع وتيرة الإصلاحات، ومنها ماتعلق بالقطاع العسكري والأمني وفقا لمخرجات مؤتمر الحوار الوطني وشدد على ضرورة انتهاء لجنة صياغة الدستور من أعمالها دون تأجيل.

### الولايات المتحدة والاتحاد الأوروبي
أصدر الإتحاد الأوروبي والولايات المتحدة بيانات مؤيدة لبيان مجلس الأمن وأدانت الولايات المتحدة الحوثيين ووصفت تحركاتهم بالإستفزازية والعدائية وأعادت مطالب مجلس الأمن الثلاث للحوثيين كما طالبتهم بالتعاون مع الحكومة للتوصل لحل مستدام للصراع. السفير الأميركي إلى اليمن ماثيو تولر عقد مؤتمراً صحفياً في 17 سبتمبر 2014 قال فيه أنه لا يمانع التواصل المباشر مع ممثلي الحوثيين وإن حدث والتقاهم فإن رسالته لهم ستكون أنهم سيكسبون كثيراً عبر السياسة، ويمكن التعاطي مع مظالمهم السابقة والحالية. وأضاف أن لدى الحوثيين مواقف ومطالب مشروعة لكن لجوئهم لاستخدام القوة في هذه المرحلة، جعله يشك بنوايا وأهداف جماعة أنصار الله، ودعا عبد الملك الحوثي، إلى أن يقوموا بذات الممارسات التي تقوم بها الأطراف الأخرى داخل اليمن، لتحقيق أهدافهم. ولاحظ أن هناك عناصر في حزب المؤتمر الشعبي العام، تحاول تغذية عدم الاستقرار داخل البلاد، وكذلك الحال بالنسبة لأحزاب اللقاء المشترك، منهم عناصر تستفز الحوثيين لتحقيق مصالح ضيقة أيضاً. والحل بيد اليمنيين وبلاده لا تملك حلولا سحرية لليمن، وبدائل الحوار هي الوضع في سورية وليبيا. مشيرا إلى أن ما يحدث في اليمن هو نتيجة تراكمات سياسية وأمنية منذ فترة طويلة، وأن ذلك أضاع على اليمن فرصاً كثيرة، إضافة إلى أن عدم وجود حكومة قوية أعاق جهود البناء والتنمية. اليمن يجب ألا يكون بلداً فقيراً، وألا يعتمد على المساعدات الخارجية. لديه عمالة قوية، وهناك الكثير من الموارد التي تمكّن من بناء اقتصاد مزدهر لليمن على حد تعبيره

### موقف الحوثيين من بيان مجلس الأمن
في 30 أغسطس 2014، رد الحوثيون على بيان مجلس الأمن بالتطرق لتعهدات المانحين الدوليين وحقيقة تلكؤهم عن الإيفاء بتلك التعهدات المالية بسبب الفساد الإداري في الحكومة اليمنية، قائلين أنه كان يجدر بالحكومة اليمنية شن حملة لمكافحة الفساد والكشف عن الجهات والشخصيات النافذة التي تحول دون تنفيذ الإصلاحات الاقتصادية والادارية لا تحميل الشعب الذي يعيش أكثر من نصفه تحت خط الفقر المسؤولية، فلو أن الاحتجاجات حدثت في أي بلد في العالم لكانت كافية لإسقاط الحكومة ولن يُمنع الشعب اليمني عن ممارسة حقوقه المكفولة. ودعا الحوثيون مجلس أمن الأمم المتحدة إلى إدراك أن مايحدث هو ثورة شعبية سلمية ضد «حكومة فساد وفقر وإفقار». واستنكر الحوثيون استدعاء مجلس الأمن لمعركة عمران التي حُسمت في يوليو، مذكرين بزيارة عبد ربه منصور هادي للمحافظة في 23 يوليو 2014 وإعلانه عن ممارسة الهيئات الحكومية لمهامها. وتطرقوا للاشتباكات في محافظة الجوف وقالوا أن خصومهم «مجموعات تكفيرية داعشية» ولن ينتظروا الموت والتنكيل على يد هذه العناصر. وختموا بيانهم بالتأكيد أنهم ماضون في «نضالهم السلمي» في مواجهة الفقر والفساد وتحقيق مستقبل يحقق مبدأ الشراكة السياسية والعمل على بناء بلادهم واستثمار خيراتها ولن يثنيهم عن موقفهم تهديد من أي طرف.

### مجلس الأمن
أعلن مجلس أمن الأمم المتحدة في 23 سبتمبر عن ترحيبه بتوقيع اتفاق السلم والشراكة الوطنية ووصفه بأنه «بني على المبادرة الخليجية» وأضاف بأن هذا الاتفاق وسيلة مثلى لتحقيق الاستقرار والحيلولة دون حدوث المزيد من العنف. وطالب المجلس كافة الأطراف إلى التنفيذ الكامل والفوري لجميع بنود الاتفاق دون نقصان بما في ذلك تسليم كافة الأسلحة المتوسطة والثقيلة للأجهزة الأمنية الشرعية التابعة للدولة.وأكد المجلس أن عبد ربه منصور هادي يمثل السلطة الشرعية في البلاد.

### الولايات المتحدة
الولايات المتحدة أدانت الحوثيين و«أطراف أخرى» للجوئهم للعنف لـ«عرقلة عملية الانتقال السياسي السلمية» لاستقرار البلاد ولكنها رحبت باتفاق السلم والشراكة الوطنية الذي يشمل تشكيل حكومة قوية ملتزمة بالشراكة مع المجتمع الدولي لمعالجة القضايا ذات الاهتمام المشترك، حل الخلافات سلميا بدون اللجو ء للعنف، تسريع عمل لجنة صياغة الدستور وتحديد موعد الاستفتاء والانتخابات. وأعادت تأكيد ديمومة الشراكة لمواجهة التهديد المشترك المتمثل بتنظيم القاعدة في جزيرة العرب. في 27 سبتمبر، جددت الولايات المتحدة مطالباتها كافة الأطراف بالالتزام بالاتفاقية الموقعة وبالذات ماتعلق بتسليم الأسلحة المتوسطة والثقيلة للسلطات الشرعية. وأدانت الأطراف التي تستغل الوضع الأمني الحالي لتأجيج الأمور وبالذات الحوثيين و«عناصر من نظام علي عبد الله صالح السابق». وفي ظل تزايد العنف ضد الحكومة اليمنية، فان الولايات المتحدة تكثف جهودها مع المجتمع الدولي لفرض عقوبات ضد الأفراد الذين يهددون الأمن والسلام في اليمن بما يتفق مع قرار مجلس الأمن الدولي رقم 2140 والقرار التنفيذي 13611 مالم تتوقف هذه الانشطة فوراً. وجددت دعوتها لجميع الأطراف إلى المشاركة السلمية في العملية الانتقالية في اليمن، والذي يقدم فرصة تاريخية لبناء نظام شامل للحكم يضمن مستقبلاً مستقراً ومزدهراً لجميع اليمنيين.

### الاتحاد الأوروبي
رحب الاتحاد الأوروبي بتوقيع اتفاقية السلم والشراكة الوطنية وأعلن إدانته بدون تحفظ لجميع أعمال العنف التي وقعت مقدما تعازيه لأهالي الضحايا، وشدد على ضرورة وقف كافة الأعمال العدائية والعمل على تنفيذ بنود الاتفاق كاملاً وبالذات تلك المتعلقة بالوضع الأمني في عمران والجوف ومأرب وصنعاء، وعودة المؤسسات الحكومية إلى سيطرة السلطات الشرعية تحت قيادة رئيس الدولة عبد ربه منصور هادي وناشدوا جميع الأطراف للعمل نحو يمن ديمقراطية تحقق تطلعات مواطنيها.